# خونیک باز
خونیک باز روستایی در دهستان میاندشت بخش مرکزی شهرستان درمیان استان خراسان جنوبی ایران است. بر پایه سرشماری عمومی نفوس و مسکن در سال ۱۳۹۰ جمعیت این روستا ۷۹ نفر (در ۲۴ خانوار) بوده است.
رشد جمعیت این روستا نسبت به پنج ساله گذشته،با کاهش قریب به ده درصدی به هفتاد و دو نفر کاهش پیدا کرد.